# Maureen Connolly
Maureen C. Connolly, gift Brinker, kallad "Little Mo' ", född 17 september 1934 i San Diego, Kalifornien, död 21 juni 1969 i Dallas, Texas, var en amerikansk tennisspelare. Maureen Connolly var en extremt talangfull tennisspelare som tillhörde det översta elitskiktet av kvinnliga amatörspelare perioden 1951–54. Hon blev den första kvinnliga tennisspelaren som vann en "äkta Grand Slam" i singel. Tragiskt nog tvingades hon 1954, efter en mycket kort karriär på elitnvå, sluta med tävlingsspel på grund av en allvarlig skada i höger ben. 
Hon upptogs 1968 i International Tennis Hall of Fame.

## Tenniskarriären
Maureen Connolly vann tolv titlar i Grand Slam-turneringar, den första i singel då hon bara var 16 år och 11 månader gammal, och spåddes en lysande framtid som tennisspelare. Kommentatorer jämförde henne med Suzanne Lenglen och Helen Wills. Säsongen 1953 blev hon den första kvinnliga spelaren som hemförde en äkta Tennisens Grand Slam i singel, det vill säga seger i alla fyra GS-turneringar under ett och samma år. Detta hade skett bara en gång tidigare, då Donald Budge, som första tennisspelare någonsin, tog en äkta Grand Slam (1938).
Under sin korta karriär vann hon Amerikanska mästerskapen tre gånger, den första 1951 då hon i finalen besegrade Shirley Fry. Hon vann också Wimbledonmästerskapen tre gånger, i två av finalerna besegrade hon Louise Brough (1952 och 1954). Franska mästerskapen vann hon två gånger (1953–54), och Australiska mästerskapen en gång (1953). Det kan tilläggas att hon vann singeltiteln i samtliga GS-turneringar hon ställde upp i. Perioden 1951–54 deltog hon i det segrande amerikanska laget i Wightman Cup (lagtävling mellan USA och Storbritannien). Hon utsågs av amerikansk press till Årets idrottskvinna tre år i rad (1951–53) och gavs smeknamnet "Little Mo".

## Tennisspelaren och personen
Maureen Connolly var en relativt kortväxt, kompakt byggd spelare. Hon hörde till de spelare som redan i barnaåren tvingades byta en naturlig vänsterhänthet mot att använda höger hand. Trots detta hade enastående kraftfulla och effektiva grundslag både på forehand- och backhand-sidan. Hon hade som utpräglad baselinjespelare förmåga att utnyttja hela banan och spelade nära linjerna. Hon gick nästan aldrig på nät, utan utmanövrerade sina motståndare från bakplan. På banan hade hon ett beslutsamt uppträdande och efter vunna bollar kunde hon vända sig om och "rista" på huvudet för sig själv. Gesten uppfattades av somliga som arrogans, men var nog snarare uttryck för hennes beslutsamhet.
Maureen Connolly älskade hästar som barn, men hennes frånskilda mor hade inte råd att betala hennes ridlektioner, än mindre skaffa henne en häst. I stället började hon som nioåring att spela tennis. Av folket i sin hemstad San Diego fick hon senare, som uppskattning för sina insatser som tennisspelare, en ridhäst i present. Hon gav honom namnet "Colonel Merryboy". Fjorton dagar efter sin sista Wimbledonseger, hon var då inte 20 år fyllda, var hon ute och red. Hästen blev skrämd av en cement-truck och råkade i sken. Därvid törnade hästen emot trucken och Maureen klämde höger ben som skadades svårt. Hon insåg genast att hon aldrig mer skulle kunna tävlingsspela.
Maureen Connollys skada läkte så pass, att hon kunde fortsätta med tennis som professionell tränare. År 1955 gifte hon sig med den amerikanske OS-ryttaren Norman Brinker med vilken hon fick två barn. Hon drabbades 1966 av cancer som ändade hennes liv tre år senare, hon var då endast 34 år gammal. Till hennes minne inrättades en juniortävling mellan USA och England för damer under 21 år (M. C. Brinker Cup).

## Grand Slam-finaler, singel (9)

### Titlar (9)
| År   | Mästerskap                   | Finalmotståndare                     | Setsiffror    |
| 1951 | Amerikanska mästerskapen     | Shirley Fry                          | 6-3, 1-6, 6-4 |
| 1952 | Wimbledonmästerskapen        | Louise Brough                        | 6-4, 6-3      |
| 1952 | Amerikanska mästerskapen (2) | Doris Hart                           | 6-3, 7-5      |
| 1953 | Australiska mästerskapen     | Julie Sampson Haywood                | 6-3, 6-2      |
| 1953 | Franska mästerskapen         | Doris Hart                           | 6-2, 6-4      |
| 1953 | Wimbledonmästerskapen(2)     | Doris Hart                           | 8-6, 7-5      |
| 1953 | Amerikanska mästerskapen (3) | Doris Hart                           | 6-2, 6-4      |
| 1954 | Franska mästerskapen(2)      | Ginette Jucker Bucaille Grandguillot | 6-4, 6-1      |
| 1954 | Wimbledonmästerskapen (3)    | Louise Brough                        | 6-2, 7-5      |

## Övriga Grand Slam-titlar
- Australiska mästerskapen
  - dubbel – 1953
- Franska mästerskapen
  - dubbel – 1954
  - mixed dubbel – 1954